# Elección al Senado de los Estados Unidos en Alaska de 2022
Las elecciones al Senado de los Estados Unidos de 2022 en Alaska se llevaron a cabo el 8 de noviembre de 2022. La actual senadora republicana, Lisa Murkowski, se postuló para la reelección para un cuarto período.
Luego de la aprobación de los votantes de la Medida de boleta electoral 2 durante las elecciones de 2020 en Alaska, esta será la primera elección para el Senado de los EE. UU. en Alaska realizada bajo un nuevo proceso electoral. Todos los candidatos se postularán en una primaria general no partidista de los cuatro primeros el 16 de agosto de 2022, de la cual los cuatro candidatos principales avanzarán a las elecciones generales. Luego, los votantes utilizarán la votación por orden de preferencia durante las elecciones generales.
El 16 de marzo de 2021, el Partido Republicano de Alaska votó a favor de censurar a Murkowski y anunció que reclutaría a un retador republicano en el ciclo electoral de 2022. Debido a la oposición de Murkowski a algunas de sus iniciativas y su voto a favor de la condena tras su segundo juicio político, el expresidente de los Estados Unidos, Donald Trump, se comprometió a hacer campaña contra Murkowski en 2022.
Murkowski sobrevivió a una derrota en las primarias de 2010 al ganar las elecciones generales como candidato por escrito , convirtiéndose en uno de los dos únicos senadores estadounidenses en la historia que lo ha hecho, el otro senador fue Strom Thurmond.